# Cosmopolitan
Космополитан (енгл. Cosmopolitan) је међународни часопис за жене. Основан је 1886. у САД као породични часопис, а током шездесетих је постао женски часопис, као што је и данас. Данас, Космополитан има преко 60 међународних издања и присутан је на свим континентима.

## У Србији
У Србији (тадашњој Србији и Црној Гори) је основан 2004. и на првој насловној страни је била глумица Миша Бартон. Многе српске познате личности су биле на насловници часописа " Космополитан", као што су Наташа Беквалац , Катарина Радивојевић, Марија Килибарда  и многе друге познате личности.     